# Dějiny Filozofické fakulty Univerzity Karlovy
Dějiny Filozofické fakulty Univerzity Karlovy v Praze začínají rokem 1348, kdy byla založena jako jedna ze čtyř původních fakult pražské univerzity. Původně byla označovaná jako fakulta svobodných umění neboli artistická fakulta.

## Středověk

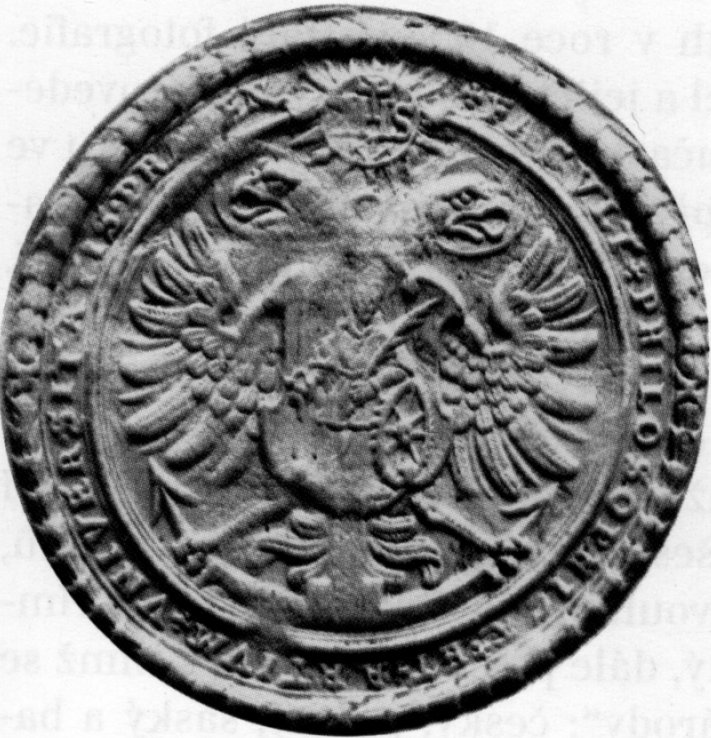
Pečeť pražské filozofické fakulty z druhé poloviny 17. století. Vedle císařského orla s kotvou a písmeny IHS zobrazuje patronku fakulty, svatou Kateřinu Alexandrijskou, patronku filozofů, s atributy – mečem, kolem a mučednickou palmou

Založení pražské univerzity českým a římským králem Karlem IV. se datuje k 7. dubnu 1348. Jednalo se o první z vysokých učení (studií generale) na sever od Alp a na východ od Paříže. Univerzitní obec se nazývala Universitas scholarium studii pragensis a z prvotních skromných počátků se rozvinula v instituci skládající se ze čtyř fakult. Absolvování fakulty svobodných umění umožňovalo studium na vyšších specializovaných fakultách a to lékařské, právnické a teologické. Roku 1359 promoval první student artistické fakulty na magistra svobodných umění (mistra) a byl jím Jindřich z Libušic.
V roce 1366 věnoval Karel IV. mistrům svobodných umění první pražské kolegium, kolej Karlovu, která se nacházela v blízkosti dnešní Široké ulice na Starém Městě. Karel IV. v souladu se svou státně dynastickou koncepcí pokládal české království za trvalý střed římské říše. Do Prahy, která se stala jeho rezidencí, se snažil soustředit domácí i zahraniční vzdělance a podepřít tak základnu své moci.
Král Václav IV. rozšířil svůj vliv na univerzitu – kutnohorským dekretem roku 1409 posílil postavení domácích členů akademické obce. Dekretem byl pozměněn poměr hlasů univerzitních národů na pražském vysokém učení. „Národy“ na středověkých univerzitách sdružovaly studenty a profesory podle země jejich původu, podle dekretu obdržel českých národ tři hlasy a ostatní národy (Sasové, Bavoři a Poláci) dohromady jeden hlas.
V Kostnici byl dne 6. července 1415 upálen Jan Hus, děkan Filozofické fakulty a rektor Univerzity Karlovy (1409-1410). Mistr Jan Hus, církevní reformátor a stoupenec myšlenek Jana Viklefa, byl pozván na církevní koncil do Kostnice, aby zde obhajoval své učení. Byl ovšem koncilem prohlášen za kacíře a upálen. Univerzita se přihlásila ke kališnické konfesi a byla za to potrestána papežským zákazem činnosti. V následujícím období byla omezena její aktivita a až do počátku 17. století existovala pouze artistická fakulta.

## Raný novověk

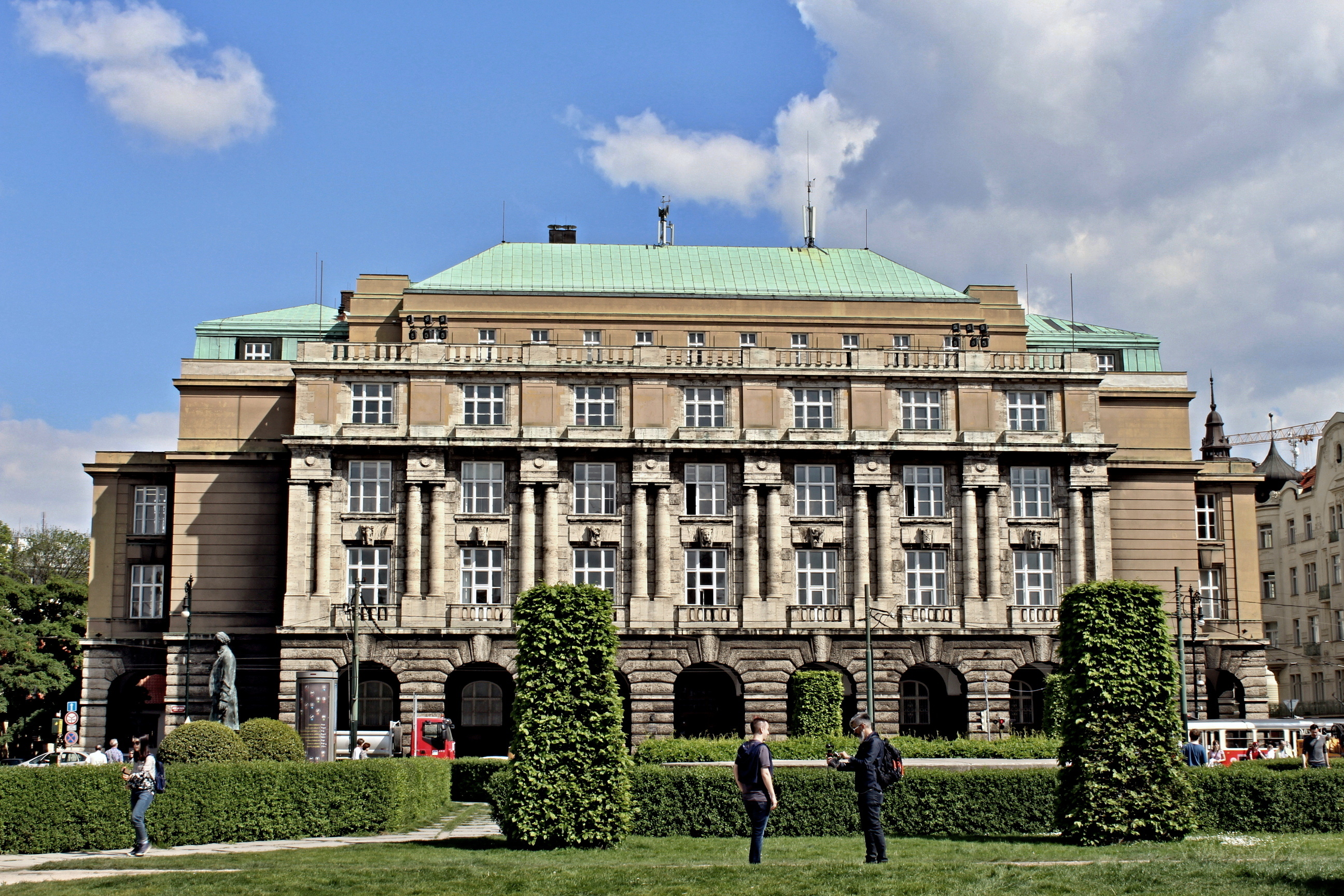
Budova Filozofické fakulty Univerzity Karlovy na Palachově náměstí v Praze

V 16. století na univerzitě působil rektor Petr Codicillus z Tulechova, který se podílel na formulování závěrečné verze textu České konfese. Jako všichni rektoři univerzity až do počátku 17. století byl i on profesorem artistické fakulty. V roce 1610 byli profesoři působící na univerzitě zbaveni dosavadního požadavku celibátu, čehož jako první využil děkan filozofické fakulty Mikuláš Troilus.
Počátkem 17. století se univerzita i fakulta dostaly pod silný vliv zemských stavů zapojených do protihabsburské opozice, jejíž političtí předáci vyvolali konflikt na počátku třicetileté války (1618–1648). Po porážce stavovského povstání byla univerzita od roku 1622 podřízena jezuitské akademii v Klementinu. Od 17. století se fakulta také začala nazývat filozofickou.
Roku 1654 císař Ferdinand III. rozhodl o spojení jezuitské akademie a univerzity v jednu Karlo-Ferdinandovu univerzitu. Ta zůstala po dalších 130 let institucí výlučně katolickou. Postupný rozvoj vědy si vyžádal vznik nových kateder: v roce 1761 vznikla stolice vyšší matematiky, v roce 1766 stolice politických a kamerálních věd, v roce 1774 stolice univerzálních a literárních dějin, v roce 1775 stolice zemědělských věd (zrušena 1781) a v roce 1784 hned několik stolic: přírodopisu a fyzikálního zeměpisu, diplomatiky a heraldiky a praktické matematiky. Největší význam měl vznik stolice českého jazyka a literatury v roce 1792. Postupný rozvoj technických věd vedl posléze k založení Pražské polytechniky Františkem Josefem Gerstnerem v roce 1803, kam přešla i řada vyučujících z filosofické fakulty.

## 19. století
Během 19. století byla fakulta z hlediska oborů strukturovaná na filosofické vědy, matematické vědy, přírodní vědy, historii a pomocné vědy historické a literaturu a filologii. Rovněž bylo zavedeno nemálo nových oborů, například estetika, dějiny umění, slavistika či moderní jazyky, ale i „exotické“ obory jako orientální nebo semitská filologie.
11. dubna 1881 vydal císař František Josef I. rozhodnutí, ve kterém schválil, aby „Karlo-Ferdinandova univerzita v Praze byla napříště uspořádána tak, aby v Praze existovala jedna univerzita s německým a jedna s českým jazykem vyučovacím a obě aby nadále užívaly jména Karlo-Ferdinandova.“ Od roku 1882 přednášel na filozofické fakultě také profesor T. G. Masaryk. Po liberalizaci výuky ve druhé polovině 19. století se v roce 1897 podařilo otevřít studium na filozofické fakultě i ženám. Mezi první studentky fakulty patřila dcera T. G. Masaryka Alice Masaryková. 
Mezi významné osobnosti působící na filozofické fakultě patřil kněz, filozof a jeden z největších matematiků 19. století Bernard Bolzano, jehož význam pro moderní vědu byl doceněn až ve 20. století. Roku 1805 přijal místo profesora filozofie náboženství na filozofické fakultě a v letech 1805–1819 působil jako univerzitní kazatel v kostele Nejsvětějšího Salvátora. Jeho odborné práce, ve kterých se snažil vyložit neexistenci rozporu mezi vírou a vědou, byly tehdejším režimem cenzurovány a většina zůstala v rukopisech. Tento intelektuál ovlivnil pražskou inteligenci v době národního obrození.
K nejvýznamnějším osobnostem filozofické fakulty po polovině 19. století se řadili historici Václav Vladivoj Tomek a Antonín Gindely, archeolog Jan Erazim Vocel, filolog Jan Kvíčala, orientalista Saul Isaak Kämpf, slavista Martin Hattala, botanik Karel Bořivoj Presl, matematik František Josef Studnička. fakulty patřili například sociolog a filozof Tomáš G. Masaryk či historik Jaroslav Goll.

## První polovina 20. století
Po vzniku samostatného Československa v roce 1918 došlo k oddělení přírodovědných oborů od filozofických a vznikla Přírodovědecká fakulta UK. Několik osobností fakulty se po vzniku ČSR ujalo funkcí ve státních službách (T. G. Masaryk, Josef Šusta, František Drtina, Karel Krofta, Vlastimil Kybal aj.) a mnoho sil odčerpal vznik nových univerzit v Brně a Bratislavě. V roce 1925 se habilitovala první žena, Milada Paulová, a do roku 1939 došlo k habilitaci dalších čtyř dalších.
Mezinárodního věhlasu dosáhl jazykovědec a orientalista, profesor filozofické fakulty Bedřich Hrozný, který rozluštil chetitský jazyk a položil základy chetitologie jako samostatného oboru. Mezi nejvýznamnější osobnosti filozofické fakulty patřil i přední český historik Josef Pekař, který zastával funkci rektora Univerzity Karlovy v letech 1931–1932.

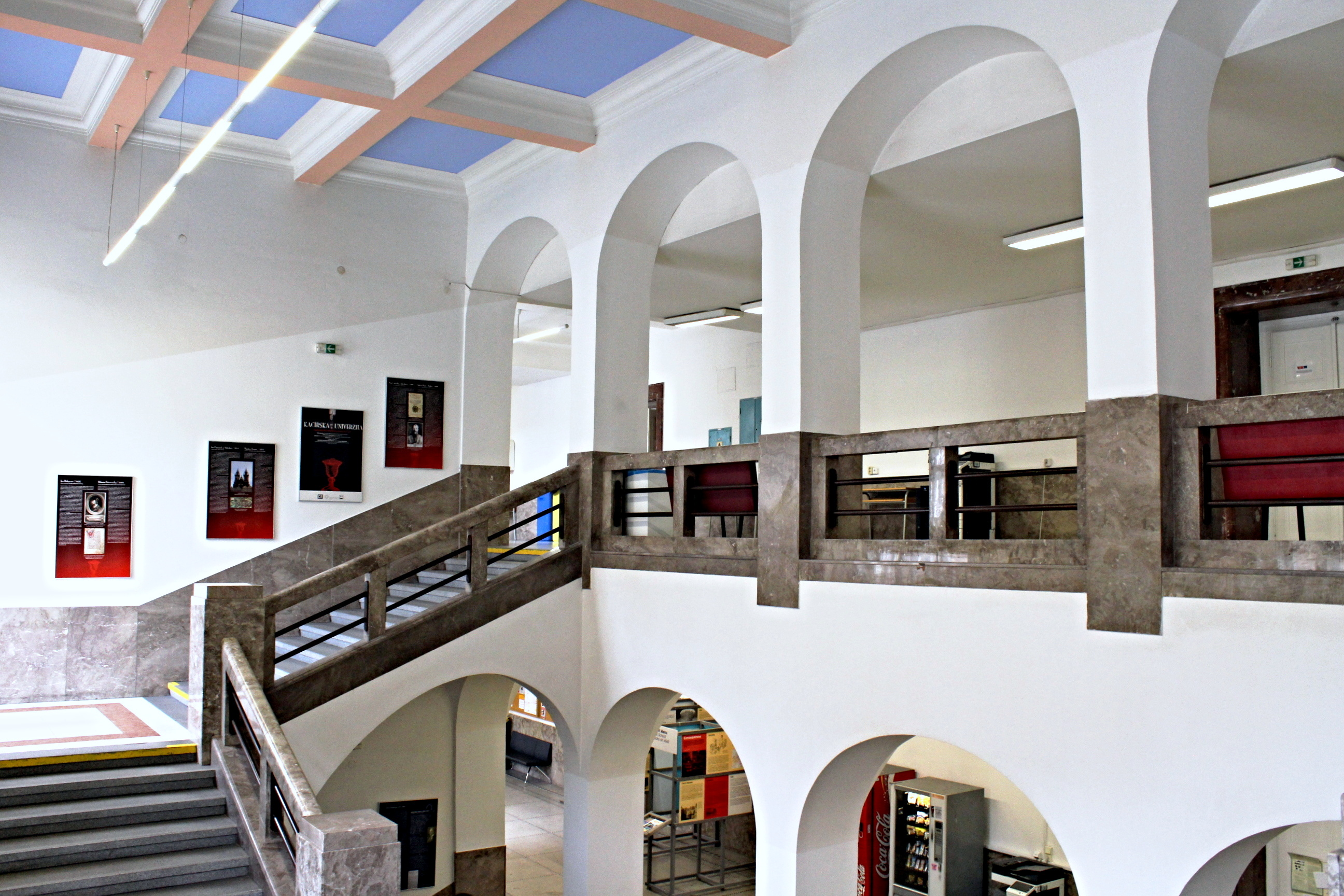
Interiér hlavní budovy na Palachově náměstí

V listopadu 1929 byla zahájena výuka v nové budově filozofické fakulty na Smetanově náměstí (dnešním náměstí Jana Palacha), která je jejím hlavním sídlem do dnešních dnů. Budova byla postavena v letech 1924–1930 v novoklasicistním stylu podle projektu arch. Josefa Sakaře.
Po 28. říjnu 1939, kdy bylo vzpomínáno 21. výročí vzniku Československa, realizovala nacistická okupační moc tragické represe vůči českému studentstvu. Dne 17. listopadu 1939 došlo k uzavření českých vysokých škol, bylo popraveno několik studentských funkcionářů a mnoho dalších odvlečeno do koncentračních táborů. Mezi popravenými byli absolventi filozofické fakulty Jan Weinert a Josef Matoušek. Byly omezeny přednášky ze slavistiky a některé obory (lužická srbština) byly zakázány úplně. Budovy fakulty byly obsazeny ihned po uzavření českých vysokých škol 17. listopadu 1939 a jejich sbírky a knihovny byly buď zabaveny, nebo vystěhovány. 17. listopad se později stal mezinárodním dnem studentstva.

## Druhá polovina 20. století
Výuka na FF byla zahájena už v červnu 1945. Na fakultu se vrátily významné osobnosti jako filozof Jan Patočka či literární vědec Václav Černý. Německá univerzita v Praze, která se v roce 1939 připojila k svazku univerzit říšských, zanikla s koncem nacistické třetí říše. Svobodný rozvoj fakulty byl po komunistickém puči v únoru 1948 přerušen. Zákon o vysokých školách z roku 1950 zrušil akademickou autonomii a podřídil činnost univerzity dohledu komunistické strany. Ideologický a politický dohled nad výukou a bádáním ochromil mezinárodní styky filozofické fakulty s dalšími institucemi i příliv nových vědeckých impulsů. V letech 1948–1953 byl rektorem Univerzity Karlovy významný estetik, literární teoretik a historik Jan Mukařovský.
Široké spektrum oborů různých zaměření vedlo na začátku 50. let k úvahám o úpravě organizačního členění fakulty podle skupin předmětů. Podle vládního nařízení z 2. října 1951 byla proto fakulta rozdělena na filozoficko-historickou a filologickou fakultu. Politický režim nebyl spokojený s fakultními poměry a předpokládal, že rozdělení pomůže lépe kontrolovat menší celky. Obě fakulty však zůstaly nadále propojeny kombinacemi studijních předmětů a sdílely posluchače a budovy. Rozdělení trvalo pouhých devět let do roku 1959.
Roku 1958 byl na půdě FF UK založen Československý (od roku 1993 Český) egyptologický ústav. Postupně se stal jedním ze světově uznávaných pracovišť a výsledky jeho výzkumu patří i aktuálně ke světové špičce.
60. léta byla ve znamení jistého uvolnění a návratem osobností jako byl Jan Patočka, Karel Krejčí či Václav Černý na fakultní půdu. Rychlé změny nastupující normalizace však tento trend ukončily. Dne 16. ledna 1969 se upálil student filozofické fakulty Jan Palach na protest proti pasivitě československé společnosti následkem okupace 21. srpna 1968. Změnám, které přinesly nové čistky a ústup akademických pracovníků do „vnitřního exilu“ ale nezabránil.
Dne 1. ledna 1977 byla uveřejněna Charta 77, významný mezník v dějinách svobody slova v Československu. Dokument podepsalo mnoho perzekvovaných absolventů i pedagogů filozofické fakulty. Jedním ze tří prvních mluvčích iniciativy byl i profesor Jan Patočka, jeden z nejvýznamnějších českých filozofů 20. století. 
20. listopadu 1989 ráno vyhlásili studenti filozofické fakulty okupační stávku a převzali fakultu do svých rukou. Centrem dění se stala velká aula, kde se koncentrovaly aktuální informace, rozdělovaly úkoly, vytvářely plakáty a rozmnožovaly různé materiály. Studenty zde jako jeden z prvních oslovil Ludvík Vaculík. 24. listopadu bylo na půdě fakulty založeno Občanské fórum, jehož představiteli se stali dr. Ondřej Hausenblas, doc. Josef Petráň a doc. Jan Bouzek. Dne 28. listopadu byla vyslovena nedůvěra stávajícímu děkanovi a prvním polistopadovým děkanem se 11. prosince 1989 stal prof. František Černý.
Od 90. let fakulta úspěšně rozvíjela spolupráci s řadou mezinárodních pracovišť. Plně se zapojila do řady výměnných a stipendijních programů a spolupracuje s řadou dalších prestižních mezinárodních institucí. Na fakultě funguje řada studentských spolků různého zaměření, rozšiřuje se paleta studijních oborů a pro zlepšení provozu se využívají nově rekonstruované prostory starších budov – moderní knihovna, přístavby kanceláří a dalších učeben.